# カイ・キスク
カイ＝キスク（Ky Kiske）は、2D格闘ゲーム「GUILTY GEARシリーズ」に登場する架空の人物。担当声優は草尾毅。

## 概要
設定
- 金髪青眼で整った顔立ちが目を惹く美男子で、ソルのライバル。博学であり、剣技に関しても天分の才を持つ文武両道であり、物静かで思慮深い人柄から周囲からは模範的な人間とされている。また、「あの男」が聖戦を起こし故意に生み出そうとした「進化した人類」とも言われている。
- 神器の1つ「封雷剣」を聖騎士団から授かり、16歳で「聖騎士団」の団長を務める。（『GGXrd』の年表によれば団長就任は2173年の出来事）。2175年の聖戦終結後は「国際警察機構」に所属し長官職に就いた。
- 性格は真面目一辺倒で自身の理想と信念を貫く反面、『GG』でジャスティスの言葉を聞いてからは迷い悩む姿が描かれる様になった為、繊細な面も出るようになった。全体をよく見ているようで実は閉塞的な所があり、周囲に対して常に身構えて生きている。社会の調和、世界平和の為に尽力する姿は時に偽善と見下される事も在るが、それに流されず、また他人が掲げる正義を簡単に否定することもない。
- 考え事をしている時にペンを回す癖がある。
- 対ギア兵器（封雷剣）に頼らずともギアと戦う実力があり、法力は全ての属性を使いこなす事が出来る。中でも「雷」を「扱いが難航であることにロマンを感じる」と言う理由で重用している。一方「炎」を嫌い、「炎にも限界はないが開放的なシステムが美しくなく、特にアイツ（ソル）のものは野蛮で醜い」と評している。
- 規律を重んじ礼節を尊ぶカイにとって、無秩序で自分勝手なソルの態度は鼻持ちならず露骨な嫌悪感を表す。しかしながらソルの戦闘能力の高さは誰よりも認めており、カイがソルを追いかける理由の一つは聖騎士団時代から望んでいた勝負の決着をつけるためである。一見すると格闘ゲームにおける一般的なライバル関係に見えるが両者の実力には大きな差があり、ゲーム中では勝っても負けても、全力を出していないソルに腹を立てている。ただし『Xrd』ではカイが勝利した際のメッセージで「その先の力を引き出せないのは口惜しい」と語っており、腹を立てる描写は薄い。また自由に対するコンプレックスを抱いているのだが、本人はそのことに気づいていない。ソルからは「坊や」呼ばわりされている（『GG2』以降は「カイ」と名前で呼ばれている）。
- ソルがカイに本気を出さなかった理由のひとつとして、GGXrdRでの配信ストーリーにて、戦いの手段を選ばない相手(=ギア)を殺す姿を見たソルに恐怖を抱かせる程の戦いを見せていたことと、人相手の戦いではその一面を全く見せなかったことで、ソルがカイの本質を掴み切れず混乱したためという理由付けもなされた。実際、その会話の直後の戦いではソルは対ギア用の戦いに切り替えたカイに敗北した。
- ジョニーとは立場上対立関係だが、事件があれば協力し合っている。ちなみに、ジョニーはソル以外で交流の深いキャラクターである。
- 『ギルティギアXTRA』では、少年時代の姿が描かれている。
- ストーリーモードでは、ソルがギアである事や行動の動機も知っている。何時頃知ったのかは不明であるが、小説版ではソルとジャスティスの戦いの観戦時に、ソルの額のギアの紋章を見た事になっている。
- 『GG2』では、国際警察機構長官からイリュリア連王国の連王となり、消滅しかけたディズィー（＝木陰の君）を助ける為の封印法術に封雷剣の全エネルギーを使用してしまった為、代わりに大剣を使って戦う。設定が変わったことにより、コスチュームが一新されている。性格や言動も以前より落ち着きが増し、ソルとの関係も変化が生じている。
  - 封雷剣の代用として使用された武器は、装飾用の大剣『アクイラ』（GG2）、封雷剣に似ている実戦剣『マグノリアエクレール』（ヴァステッジ）、『マグノリアエクレールII』（Xrd）。

- ロボカイからは一方的にライバル視されているが、挑戦を受けてはあっさり返り討ちにしている。
- ディズィーは彼自身にとって初恋の相手であり最愛の女性となっている。後に相思相愛の関係となり結ばれるが、迫害の対象とされるギアであるため内縁の妻にしている。また、彼女との間に息子のシンをもうけるが、良好な家庭を築けず、複雑な思いを抱かせたことを悔やんでいる。
  - ギアと関係を持つことを元老院に目を付けられ、脅迫を受ける形で連王に立候補。連王としての責務と同時に、半場元老院の傀儡という形を抱えることになった。その後、GG2の出来事を通してさらに成長し、ギアも含めた国民の象徴に違わない動きを見せたことで、逆に元老院から脅威対象と見られることとなる。
  - GG2作中において、敵の狙いが、バックヤード内のある区画を封鎖している「キューブ」を解く要因である「純度の高いギア細胞」を持つディズィーであることをDr.パラダイムが言及し、彼女の破壊を提案されるも反対し、Dr.パラダイムの反対理由への問いに対して、ディズィーへの愛を訴える。ギアの性質を内包する彼女やシンらへの思いを吐き出し、その後は連王としてギアとの共存を国家同士の議会に提案する。
  - 王という立場ゆえに家庭を顧みなかったため、シンとは険悪な親子関係を築いてしまったが、ソルのフォローのお陰もあり、紆余曲折を経て和解している。それでも『Xrd』では相変わらずシンからは呼び捨てされているなど、多少のわだかまりは残っている様子。なお、現在のシンの性格はソルの大雑把な教育によるものであることを知った時は憤りを見せている。
  - ディズィーの父親にあたるソルとは、実質的に義父と婿の関係になっているが、ある出来事までソル本人がディズィーが娘と知らなかったため、同じくその関係を知ったカイはソルとそろって驚愕することになる。

- 『Xrd』では『X』時点における聖騎士団の服装に近いコスチュームに戻ったほか、ロングヘアになり髪を結わえている。また2014年12月発売のコンシューマ版での年表からの逆算により2157年生まれと判明、2187年の誕生日で年齢は30歳になることが判明した。
  - 『Xrd』で「切っても切ってもすぐに髪が伸びて困る」と発言しており、ポニーテールで髪をまとめるようにしている。また元老院のアクソスに殺害されかけるが、左目がギアと同じ真紅に染まり蘇生。この事から体がギア化しつつあると思われる。

- 『XrdR』でかつて内包していた全エネルギーを消費してしまった封雷剣が徐々に復活し始めていることを知った。
- 『STRIVE』にて、ドラゴンインストールを使用したり、雷の色が従前の青から黄色に変化している等、『ユノの天秤』の一部が発現し始めている。

名前の由来
ドイツのヘヴィメタルバンド『ハロウィン』の中心メンバーだった「カイ・ハンセン」と「マイケル・キスク」から。

## ストーリー
幼い頃から武の才能を開花させ、若くして人類をギアから守る聖騎士団の団長に抜擢された過去を持つ。聖戦時はソルと共に数多の戦場を駆け抜けた事もあったが、実力はあるが協調性に欠けるソルに対し、ライバル視するようになった。
GUILTY GEAR（ストーリーモード）
第2次聖騎士団選考大会の奇妙なルールとジャスティスの復活の前兆を察し、出場を決意する。ジャスティスの最期のセリフを聞き、これまで自分の信じてきた正義が人間だけの都合である事を思い知らされて、自身の正義に疑問を感じる。
GUILTY GEAR X（ストーリーモード）
魔の森にいる人畜無害のギアの情報を入手し、自分の正義やギアのあり方について確認する為、彼の地へと旅立つ。ソルよりも先にディズィーの元へ辿り着くも敗北。その後、ディズィーの処遇については、ガブリエルと共に様々な根回しをする。この件を境にギアに対する考え方に変化が見える。
GUILT GEAR XX（ストーリーモード）
スレイヤーから貰った偽賞金首のリストの人物を追い戦地へ赴く。警察機構内部の不正や終戦管理局の存在などを知り、組織の内部から事態の打開を図る。
後にイノと遭遇するが撃退。ソルの言葉で再び己の正義について悩み始める。
GUILT GEAR XX Λ CORE PLUS（ストーリーモード）
カイは悩みを抱える中、終戦管理局を調べ始めファウストと遭遇。お互い誤解が解け罠であると気づき、脱出する。道中で暴走したディズィーを止めるメイ達に協力する。彼女の暴走を食い止めた時、メイにディズィーの事を任され帰りを待つが、終戦管理局の支部長であるクロウと名乗る人物が現れ、彼が作ったジャスティスのコピーを倒すも逃げられる。
この一件でディズィーはカイに「自分の事を知りたいし、協力をして欲しい」と申し出、カイは承諾。自分の歩む道を見つけ、ソルに戦いを申し出る。そしてカイはディズィーと共に歩み始める。
ジョニーと共に終戦管理局を突き止めるが、クロウと言う人物に遭遇する。そして支部は爆破。その1ヵ月後、カイの行動について一切の咎めは無かったが、それは彼が存在していないと言う扱いをされていた。だが彼は、険しい道を歩む決心を固めていた。
GUILTY GEAR 2 OVERTURE（略歴）
『XXΛC』以降、ギアである木陰の君（ディズィー）と恋に落ち結ばれ、彼女を妻として迎え入れるが、そこを元老院に目をつけられ、イリュリア連王国の王位継承と引き換えに傀儡にされる。その上、木陰の君との間に生まれた息子のシンはギアの血を引くゆえ母親同様に成長が早く、世間の悪意を向けられる恐れから、シンをソルに預けざるを得ないことになる。
元老院の支持により、イリュリア連王国の連王に即位してから数年後。ギアの消失事件の報告を聞いている最中にヴァレンタインに襲撃され、ソルを呼び寄せるよう部下に命じるも、封印されてしまう。
GUILTY GEAR Xrd -SIGN-（ストーリーモード）
ラムレザル・ヴァレンタインの人類への宣戦布告が発表された。彼はこの事を予知しており深刻に受け止め、ソルと共に日本跡地へ向かう事を決める。

## ゲーム中の性能
飛び道具・無敵対空技・突進技と、2D対戦格闘ゲームにおける基本要素が揃っているので、このジャンルの基本を掴むには最適なキャラクター。ソル同様に、初心者向けとされている。
戦闘スタイルは、相手の出方を見て攻撃パターンを変えていく対応型。長所は通常技の長いリーチを活かした牽制と固めが強い事、起き攻めが簡単で連続技が難しくない事。逆に短所は、連続技のダメージ・ガード崩し能力が低い事、技の動きが若干遅い事等が挙げられる。
連続技の火力、ガード崩しに乏しいことなどがネックとなり、『GGX』～『XX』では下位クラスの性能。しかし、『#RELOAD』ではヴェイパースラストの受身不能時間が大幅に伸び、ループコンボができるようになるなどの強化を受け中堅、『SLASH』では性能が大幅に強化され、ソルと並び最強キャラクターとされている。『ΛC』では『SLASH』で強力だった部分が下方修正されたものの、新要素で違った戦い方が出来るキャラクターになった。『Xrd』では一部の技で魔法円「グラインダー」を設置し、「スタンエッジ」系の飛び道具を「グラインダー」に当てることによって巨大な雷剣「デュランダルコール」を出現させる、という設置キャラの要素が追加されている。
EXモードでは、ソルに似た戦闘スタイルになる。GOLDモードでは、「スタンエッジ」が3ヒット、「スタンエッジ・チャージアタック」が初代と同じ仕様（消えるまで当たり続ける）。雷属性の攻撃に+50%の攻撃力となっている。更に覚醒必殺技が追加。
『GG2』では、マスター戦も集団戦もこなせるオールラウンダー。技のリーチは長く威力も高めに設定されている上、基本要素も一通り備わっている。

## 技の解説

### 必殺技
スタンエッジ [GG～、GG2]（空中可／FRC）
弾速の早い飛び道具系必殺技。弾速の違う2種類がある（『GGX』～『#RELOAD』では1種類）。主に牽制に使用される。
『GG2』では、1種類。連続でヒットさせると、気絶させ易くなる。
『STRIVE』ではガード・ヒットに関わらず相手が触れる事で「帯電状態」を引き起こす。
スタンエッジ・チャージアタック [GGX～、GG2]（空中可／FRC）（⇒「ライトニングスフィア」（地上版のみ））
『GG』でのレベルアップ技の継承。発生、弾速は遅いが3ヒットする「スタンエッジ」を放つ。
『ΛC』では画面の8割程度進むと消えるようになる。主に起き攻めに使用。『ΛC』のEX版では途中で消えない。
『GG2』では、MANAを消費して購入するスキル扱い。貫通性能があり、サーヴァントの殲滅に活躍する。気絶値が高い。
『STRIVE』では相手が触れる事で「帯電状態」を引き起こす。
ヴェイパースラスト [GG～、GG2]（空中可／FRC※『ISUKA』のみ）（⇒「ライジングジャベリン」or「切り払い」（EXのみ））
剣を大きく振り上げる対空技。無敵時間を利用した割り込み、連続技の締めに使用される。
EX版は単発技から2ヒットする技に変更。
ライジングジャベリン [ΛC]（空中可／FRC）
横薙から短い雷の槍を作り出して相手を攻撃。ヒット時壁バウンドを誘発し、非常に長いダウン復帰不能時間を持つ。
切り払い [EX]
打ち上げた敵を横薙ぎで追撃する。復帰不能時間が長く、ダウンを奪うことが出来る。名称が付いたのは『GGXX』から。
スタンディッパー [GG～、GG2] (FRC)
スライディング→足元への斬撃のコンビネーション。
距離が近いと1段目と2段目が連続ヒットしないものの、2段目でダウンを奪えるので連続技の締めに使用される。
また、姿勢が低くなることを利用し、相手の攻撃を避けながらの奇襲に使用されることもある。
クレシェントスラッシュ [GGX、EX]
小さく飛び上がり、真上に斬撃を放つ。しゃがみガード不能という性質を活かして主にガード崩しに使用される。『GGXX』以降は、EXモード限定技になる。
グリードセバー [GGXX～Xrd、EX]
小さく半円状に飛び雷を伴った斬撃を放つしゃがみガード不能技。牽制・連続技・ガード崩しなど多彩な目的で使用される。GGXXより、クレシェントスラッシュの代わりに導入された。
『ΛC』では、地面バウンドを誘発。
EX版は軌道が非常に大きくなる。EX版として追加されたのは『SLASH』から。
ライトニングストライク [ΛC]
相手がダウン中にのみ出せる技。相手に雷を落としダメージを与える。
グランドヴェイパースラスト [EX] (FRC)（⇒「切り払い」）
高速で移動し相手の足元を薙ぎ払った後、「ヴェイパースラスト」で追撃する技。
ニードルスパイク [GG、EX]（⇒「グリードセバー」）
薙ぎ払いから飛び上がり、宙返りしながら浴びせ蹴りを放つ。浴びせ蹴りの部分はしゃがみガード不能。
『GG』版とはモーションが異なる。
EX技として復活したのは、『GGXX』から。
ダイアエクラ [STRIVE]
雷撃の球を生成し、球ごと前方を斬り払う技。相手が触れる事によって「帯電状態」を引き起こす。
フードゥルアルク [STRIVE]
前方にジャンプし、蹴りを浴びせる突進技。暴れに弱いもののガードされて微不利～有利であるためガードで固まってる相手との距離を詰めやすい。
スプリットシエル [Xrd]
掌底で攻撃しながら「グラインダー」という魔法円を設置する。
デュランダルコール [Xrd]
「スタンエッジ」、「スタンエッジ・チャージアタック」、「セイクリッドエッジ」を「グラインダー」に当てると、「グラインダー」から巨大な雷撃の剣が飛び出す。当てた技ごとに剣の性能が変わる。特にグラインダーとスタンエッジ・チャージアタックの組合せは主に起き攻めとしての使用頻度が非常に高い。
帯電状態 [STRIVE]
特定の技を相手に当てる事によって発生する状態異常の一種。この状態の相手に必殺技を当てると硬直や威力などが強化される。一定時間の経過か必殺技の強化によって帯電状態は解除される。
エレガントに斬る [EX]
相手の胸倉を掴み、斬り付ける投げ技。成立後追撃可能。名称が付いたのは『GGXX』から。
レイ・ディバイダー [EX]
自分より少し前方に雷の衝撃波を発生させる技。
インパラハント [EX]
高速で移動し、相手の足元を斬る技。
リバースクレシェント [EX]
大きく飛び上がり、上空から斬撃を決める技。しゃがみガード不能。
エイシズ・ハイ [EX]
全身に雷を纏いながら「ヴェイパースラスト」をきめる技。
名前の由来はヘヴィメタルバンド・アイアン・メイデンの楽曲「エイシズ・ハイ」から。
ホーリーブランド [GG2]
左（右）にステップ後、衝撃波を出す。浮かし効果がある。

### フォースブレイク
ライトニングスフィア [ΛC]（⇒チャージドライブ）
目の前で発生したエネルギーをその場で球状に拡散させる。
チャージドライブ [ΛC]
エネルギーに触れた相手に刺突で追撃する。
スタンレイズ [ΛC]
雷の塊を画面上に設置する。主に相手の動きを抑制するために使用される。カイ自身がダメージを受けても消えない。空中ガード不能。
ライトニングストライク [EX]
『ΛC PLUS』より登場。モーションは通常必殺技と同じ。相手がダウンしていなくても出せる。

### 覚醒必殺技
ライド・ザ・ライトニング [GG～、GG2、EX]（空中可）
雷を伴った体当たりを決める。EX版は目の前に巨大な雷の塊を発生させる。
名前はメタリカのアルバム名から。
セイクリッドエッジ [GGXX～、EX] [FRC]
剣の形をした5ヒットする飛び道具を放つ。主に連続技の中継に使用される。
EX版は少し停滞した後、猛スピードで相手にめがけて飛んでいく。
『STRIVE』では相手が触れる事で「帯電状態」を引き起こす。
ドラゴンインストール [STRIVE]
衝撃波と共に異形の姿に変身する。覚醒必殺技含む各種必殺技が大幅強化される。体力が30%以下の場合のみ使用可能。
隠し覚醒必殺技 [EX]
GOLD版限定の覚醒必殺技。地面バウンドを誘発。『#RELOAD』から追加された。

### 一撃必殺技
ツヴァイボルテージ [GG]
相手を十字斬りする技。その際、十字架が出現する。
ライジング・フォース [GGX～Xrd]
大きな雷を纏った素早い突きを繰り出す。無敵時間はないが発生が早くリーチが長いので、一撃必殺技の中では決め易い部類に入る。
『Xrd』では斬り上げがヒットすると演出に移行、最初に詠唱（GG2のディバインゲイズのものと同一）を行い“HOPE”の字が刻まれた魔法陣を展開、突撃して相手をすれ違いざまに雷を纏った突きで貫く。
因みに技を繰り出す際一瞬、雷の精霊が出現している。Xrdでは“DESTROYED”の文字が表示された時の背景に映し出されている。
名前の由来はイングヴェイ・マルムスティーンのアルバム名から。

## サーヴァント
シンと同じだが、スキル扱いのミニオンが存在しない。

## ステージ
- 城の内部 (GG)
- PARIS (GGX～ΛC)
- Wildness Gravemarker：流星雨 (ISUKA)
- Royal Coart (Xrd)
- Castle of the Silver Feet (STRIVE)

## テーマミュージック
- Holy Orders(Be Just Or Be Dead) [GG～GGXrd]
- Magnolia Éclair [GGXrd]
- Conclusion [GG／対ソル]
- No Mercy [GGX／対ソル]
- Noontide [GGXX～ΛC／対ソル]
- The Re-coming [GG2／対ソル]
- Keep the Flag Flying [ΛC／対聖騎士団ソル]
- Communication [GG2／対シン]
- Sheep Will Sleep(,if you become fatigued) [ISUKA]
- The Roar of the Spark [STRIVE]

## その他
- 初期設定では21歳、A型、ロシア出身であった。正統派キャラクターと言う設定や外見等は、現在とあまり変わっていない。
- 基本コンセプトは騎士。カイ自身の容貌や着用している聖騎士団員の服装に関しては、作品全体も影響を受けた漫画『バスタード!!』のデザインが反映されている。モチーフとしているのはラーズ・ウル・メタ＝リカーナで、BASTERD!!のドラマCDでの担当声優も草尾毅と同じ。
- 石渡太輔は「デザインはソルより先に完成したが、攻撃と言う野蛮な行為をどう華麗に表現するかで苦労をした」と語る。また無表情については「自分を投影している部分がある為」との事。
- 誕生日が担当声優の草尾毅と同じである。
- 公式ホームページの人気投票では、一度も3位以下になった事が無い。

## 参考資料
- 「電撃プレイステーションF 創刊号」メディアワークス
- 「ギルティギア コンプリートバイブル」宝島社、1998年 ISBN 978-4796613477
- 「ギルティギア プチ1&2 公式ファンブック」スタジオDNA、2001年 ISBN 978-4758010030
- 「ギルティギアゼクス ドラフティングアートワークス」 エンターブレイン、2001年 ISBN 978-4757703018
- 「アートワークス・オブ・ギルティギアゼクス 2000-2004」ソフトバンククリエイティブ、2004年 ISBN 4-7973-2687-5
- 「アートワークス・オブ・ギルティギアゼクス 2000-2007」ソフトバンククリエイティブ、2007年 ISBN 4-7973-4148-3
- 「ギルティギア 10thメモリアルブック」株式会社エンターブレイン、2010年 ISBN 978-4-7577-4801-9
- 「GUILTY GEAR2 OVERTURE コンプリートガイド」ソフトバンククリエイティブ　ISBN 978-4-7973-4568-1
- 「カフェ・ド・アーク」 Webラジオ
- 「ゲーマガ」 ゲーム総合情報誌